# Carson Branstine
Carson Branstine (Irvine, 9 settembre 2000) è una tennista statunitense naturalizzata canadese.

## Biografia
Branstine è nata a Irvine, in California, da padre statunitense, Bruce, e madre canadese, Carol Freeman, originaria di Toronto. Ha due sorelle maggiori, Cassidy e Constance, entrambe tenniste collegiali. Suo cugino Freddie Freeman è giocatore professionista di baseball per i Los Angeles Dodgers della Major League Baseball. Carson ha iniziato a giocare a tennis all'età di sette anni. Dopo aver passato diversi anni ad allenarsi presso la United States Tennis Association, Branstine accetta un'offerta da parte di Tennis Canada per allenarsi al National Training Centre di Montréal, iniziando nell'ottobre 2016.

## Carriera
Carson Branstine ha vinto 7 titoli nel singolare e 3 titoli nel doppio nel circuito ITF nella sua carriera. Il 27 gennaio 2025, ha raggiunto il best ranking mondiale nel singolare al n°251, e il 18 settembre 2017 invece ha conseguito il suo best ranking mondiale nel doppio, n°203.
Ha rappresentato gli Stati Uniti d'America dal 2014 al febbraio 2017, ma ha poi scelto di rappresentare il Canada, paese d'origine della madre, dal marzo 2017.
Durante la carriera junior, ha vinto gli Australian Open 2017 - Doppio ragazze e gli Open di Francia 2017 - Doppio ragazze in coppia con la connazionale Bianca Andreescu, battendo rispettivamente le polacche Maja Chwalińska e Iga Świątek con il punteggio di 6–1 7–6(4), e le russe Olesja Pervušina e Anastasija Potapova con il punteggio di 6–1 6–3.
Branstine ha fatto il suo debutto nel circuito maggiore al Rogers Cup 2017 grazie ad una wildcard per le qualificazioni, dove è stata sconfitta nel primo turno dalla croata Donna Vekić in tre set. Riceve una wildcard anche per il doppio insieme alla connazionale Bianca Andreescu e al primo turno hanno la meglio sulle più quotate Kristina Mladenovic e Anastasija Pavljučenkova, per poi essere sconfitte dalle prime del tabellone Ekaterina Makarova e Elena Vesnina.
Il 17 settembre 2017, Carson disputa la sua prima finale WTA della carriera nel doppio alla Coupe Banque Nationale di Québec, sempre in coppia con Andreescu, dove sono state sconfitte dalle prime teste di serie Tímea Babos e Andrea Sestini Hlaváčková con il punteggio di 3–6, 1–6.
Branstine prende la decisione di accettare una borsa di studio completa alla University of Southern California nel 2019, e si trasferisce all'Università della Virginia, dopo aver passato una stagione alla USC senza competere. Non ha partecipato alla stagione tennista per la USC o la Virginia a causa di un infortunio. Branstine si diploma in sociologia, etica e legge con una specializzazione in filosofia. Si trasferisce alla Texas A&M University dove gioca due stagioni di tennis collegiale. Durante la sua carriera collegiale, ha raggiunto il best ranking al numero 2 nel doppio e al numero 8 nel singolare nella classifica ITA. Branstine ritorna alla Texas A&M Aggies dopo la fine della stagione 2024, contribuendo alla vittoria della squadra del primo NCAA Championship.
Il 15 febbraio 2025, Carson disputa la sua prima finale in singolare nel WTA 125 del Cancún Tennis Open, dove è partita dalle qualificazioni ed è stata sconfitta dalla colombiana Emiliana Arango con il punteggio di 2-6, 1-6.

## Statistiche WTA

### Doppio

#### Sconfitte (1)
| Legenda               | Legenda      |
| --------------------- | ------------ |
| Grande Slam (0)       |              |
| Argenti Olimpici (0)  |              |
| WTA Finals (0)        |              |
| WTA Elite Trophy (0)  |              |
| Dal 2009 al 2020      | Dal 2021     |
| Premier Mandatory (0) | WTA 1000 (0) |
| Premier 5 (0)         | WTA 1000 (0) |
| Premier (0)           | WTA 500 (0)  |
| International (1)     | WTA 250 (0)  |

| N. | Data              | Torneo                 | Superficie    | Compagna         | Avversarie in finale                  | Punteggio |
| 1. | 17 settembre 2017 | Bell Challenge, Québec | Sintetico (i) | Bianca Andreescu | Tímea Babos Andrea Sestini Hlaváčková | 3–6, 1–6  |

## Circuito WTA 125

### Singolare

#### Sconfitte (1)
| N. | Data             | Torneo                     | Superficie | Avversaria in finale | Punteggio |
| 1. | 15 febbraio 2025 | Cancún Tennis Open, Cancún | Cemento    | Emiliana Arango      | 2-6, 1-6  |

## Statistiche ITF

### Singolare

#### Vittorie (7)
| Torneo $100.000 (0) |
| Torneo $80.000 (0)  |
| Torneo $60.000 (1)  |
| Torneo $40.000 (1)  |
| Torneo $25.000 (2)  |
| Torneo $15.000 (3)  |

| N. | Data             | Torneo                                | Superficie  | Avversaria in finale        | Punteggio           |
| 1. | 28 novembre 2021 | Egypt ITF World Tennis Tour, Il Cairo | Terra rossa | Priska Nugroho              | 7–6(6), 6–1         |
| 2. | 12 novembre 2023 | Magic Tour by FTT, Monastir           | Cemento     | Ranah Akua Stoiber          | 7-5, 4-6, 6-3       |
| 3. | 19 novembre 2023 | Magic Tour by FTT, Monastir           | Cemento     | Emily Welker                | 6-2, 6-3            |
| 4. | 28 gennaio 2024  | Magic Hotel Tours, Monastir           | Cemento     | Victoria Jiménez Kasintseva | 6-2, 6-2            |
| 5. | 9 giugno 2024    | Palmetto Pro Open, Sumter             | Cemento     | Sophie Chang                | 7-6(6), 6(6)-7, 6-1 |
| 6. | 25 agosto 2024   | Vrnjačka Banja Open, Vrnjačka Banja   | Terra rossa | Lola Radivojević            | 7-6(5), 6-4         |
| 7. | 30 marzo 2025    | Santo Domingo Women's, Santo Domingo  | Cemento     | Ana Sofía Sánchez           | 6-1, 6-3            |

#### Sconfitte (5)
| Torneo $100.000 (0) |
| Torneo $80.000 (0)  |
| Torneo $60.000 (0)  |
| Torneo $40.000 (0)  |
| Torneo $25.000 (3)  |
| Torneo $15.000 (2)  |

| N. | Data              | Torneo                              | Superficie  | Avversaria in finale | Punteggio     |
| 1. | 10 marzo 2019     | Carson Tennis Classic, Carson       | Cemento     | Elizabeth Mandlik    | 2-6, 6-2, 4-6 |
| 2. | 21 luglio 2019    | Challenger de Gatineau, Gatineau    | Cemento     | Leylah Fernandez     | 6-3, 1-6, 2-6 |
| 3. | 25 settembre 2022 | West Texas Pro Tennis Open, Lubbock | Cemento     | Liv Hovde            | 6(2)-7, 1-6   |
| 4. | 18 febbraio 2024  | Antalya Series, Adalia              | Terra rossa | Cristina Dinu        | 3-6, 0-3 rit. |
| 5. | 7 aprile 2024     | Hammamet Open, Hammamet             | Terra rossa | Sara Cakarevic       | 3-6, 1-6      |

### Doppio

#### Vittorie (3)
| Torneo $100.000 (0) |
| Torneo $80.000 (0)  |
| Torneo $60.000 (0)  |
| Torneo $40.000 (0)  |
| Torneo $25.000 (2)  |
| Torneo $15.000 (1)  |

| N. | Data             | Torneo                           | Superficie  | Compagna            | Avversarie in finale                | Punteggio        |
| 1. | 22 luglio 2018   | Challenger de Gatineau, Gatineau | Cemento     | Bianca Andreescu    | Hsu Chieh-yu Marcela Zacarías       | 4–6, 6–2, [10–4] |
| 2. | 11 novembre 2023 | Magic Tour by FTT, Monastir      | Cemento     | Selina Dal          | Eliessa Vanlangendonck Emily Welker | 3–6, 7–5, [10–8] |
| 3. | 6 aprile 2024    | Hammamet Open, Hammamet          | Terra rossa | Ekaterina Rejngol'd | Émeline Dartron Margaux Rouvroy     | 6-3, 6-0         |

## Grand Slam Junior

### Doppio

#### Vittorie (2)
| Tornei del Grande Slam  |
| ----------------------- |
| Australian Open (1)     |
| Open di Francia (1)     |
| Torneo di Wimbledon (0) |
| US Open (0)             |

| N. | Data            | Torneo                     | Superficie | Compagna         | Avversario in finale                 | Punteggio   |
| 1. | 28 gennaio 2017 | Australian Open, Melbourne | Cemento    | Bianca Andreescu | Maja Chwalińska Iga Świątek          | 6–1, 7–6(4) |
| 2. | 10 giugno 2017  | Open di Francia, Parigi    | Cemento    | Bianca Andreescu | Olesja Pervušina Anastasija Potapova | 6–1, 6–3    |